# 李秀玲
李秀玲（英語：Cecilia Li，1957年—），旅居維也納的台灣鋼琴演奏家。

## 簡歷
1971年，李秀玲通過教育部資賦優異兒童考試，前往奧地利薩爾茲堡莫札特音樂與表演藝術大學學習鋼琴。1973年，榮獲奧地利青年音樂家競賽大獎。1978年，獲頒奧地利薩爾茲堡音樂表演藝術大學獨奏家文憑，並獲得奧地利聯邦科學與研究部成就獎。
1983年，受邀於輔仁大學音樂系大師班擔任鋼琴演奏指導老師。1988年，與編舞家普蘭特共同創設「維也納現代舞蹈音樂工作室」。2004年，成立自有品牌「秀玲唱片」（Shiuling Records）。2009年，與編舞家普蘭特共同創辦了「奧地利國際舞動計畫」。

## 作品
| 年代 | 作品                                           |
| ---- | ---------------------------------------------- |
| 1996 | Johann Sebastian Bach \| Goldberg-Variationen  |
| 2004 | 向薩提致敬                                     |
| 2004 | 獻給德布西：12首鋼琴前奏曲第二冊               |
| 2011 | 鋼琴音域                                       |
| 2017 | Giacinto Scelsi \| Suite No. 9 Ttai pour piano |

## 外部連結
- 官網 （页面存档备份，存于）
- 音樂作品錄製視頻 （页面存档备份，存于）